# 业平竹属
业平竹属（学名：Semiarundinaria）是禾本科下的一个属，为乔木或灌木状竹。该属共有约10种，主要产自日本。